# シルエタ
シルエタ（Silueta、女性、1985年12月15日 - ）は、メキシコのプロレスラー。CMLL、REINA女子プロレス兼任所属。既婚者であり1児の母。

## 来歴
2006年1月6日にデビュー。
2011年に日本で旗揚げされたREINA女子プロレスにセウシスとともにCMLLからの派遣として3ヶ月継続参戦。旗揚げ戦で井上貴子と組み、中川ともか&松本浩代組と対戦するが、松本にフォールされる。
派遣期間終了に伴いメキシコに戻るが、10月18日にCMLL-REINAインターナショナルジュニア王座を持ってCMLLに遠征していたRayと同王座を懸けてアレナ・メヒコで対戦して奪取に成功。2012年にチャンピオンとしてREINAに再び参戦して防衛に成功している。
2013年6月4日、セウシスに敗れ王座陥落。
2014年8月3日、セウシスから同王座を奪い返す。5日後に日本で成宮真希相手に防衛戦を行うも敗れ再び陥落。
その後、ダイレクトリマッチが決まると、8月27日にアイスリボン道場マッチに初参戦し成宮と前哨戦（パートナーは松本都、成宮のパートナーは紫雷美央）を行うも敗戦。8月30日のREINAでジュニア王座奪還に成功。
2015年6月13日のREINA新木場大会にてREINAとのダブル所属となることが発表された。

## 獲得タイトル
- CMLL-REINAインターナショナルジュニア王座
- REINA世界タッグ王座（パートナーは朱里）